# Samuel Taylor Darling
Samuel Taylor Darling (6 avril 1872 à Harrison, New Jersey - 21 mai 1925 à Beyrouth) est un pathologiste et bactériologiste américain qui a découvert le pathogène Histoplasma capsulatum en 1906 . Il est décédé à Beyrouth dans un accident d'automobile avec le paludologue britannique Norman Lothian ,,. Le «Prix Darling» pour la recherche sur le paludisme a été créé en sa mémoire. 